# Lorenzo Monaco

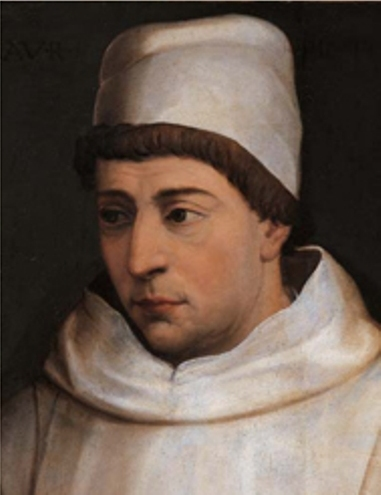
Lorenzo Monaco.

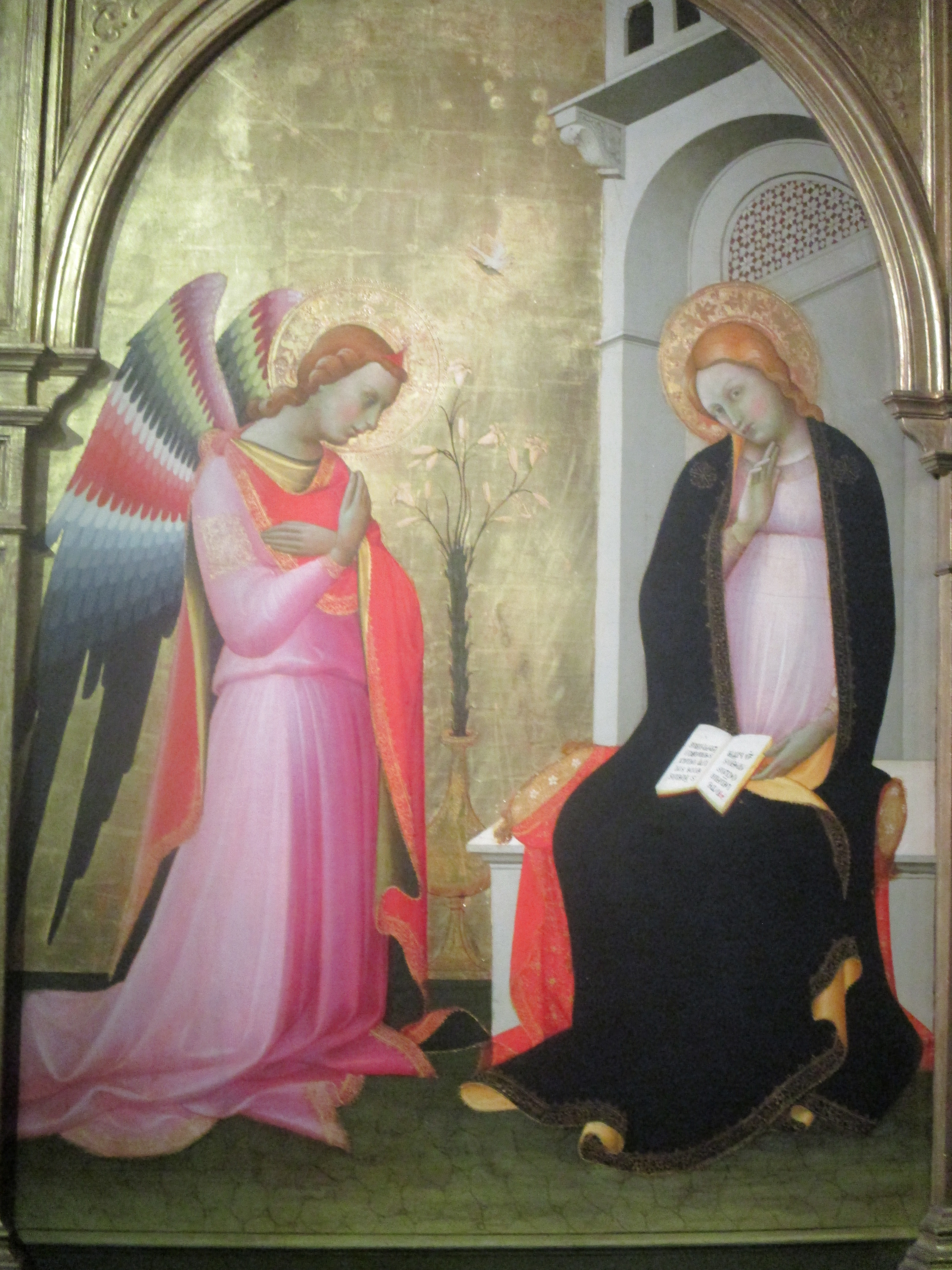
Bebådelsen (1423–1424).

Lorenzo Monaco, egentligen Piero di Giovanni, född omkring 1370 i Siena, död omkring 1425 i Florens, var en italiensk konstnär.

## Biografi
Lorenzo var ursprungligen klosterbroder men ägnade sig under sin senare levnad åt den fria konsten, dock endast med religiösa ämnen. I uppfattningssätt och uttryck förblev Lorenzo trecentomålare, men i formgivningen strävade han efter större naturlighet och avrundning. Han målade både fresker, bland annat i Cappella Bartolini i Florens och tavelbilder samt sysslade även med miniatyrmåleri. Lorenzos främsta arbeten är Konungarnas tillbedjan och den stora Marias kröning i Uffizierna. Monaco är representerad vid bland annat Nationalmuseum i Stockholm.